# تعقیب سایه‌ها
تعقیب سایه‌ها فیلمی به کارگردانی علی شاه‌حاتمی و نویسندگی رضا متقیان ساختهٔ سال ۱۳۶۹ است.

## خلاصه داستان
در پی وقوع انفجار خودرویی ارشد گروه تحقیق پلیس شروع به کار کرده و با کمک یکی از مجروحان حادثه هویت و شمارهٔ خودروی عامل اصلی بمب‌گذاری (تیمور ایده‌لو) شناسایی می‌شود. تیمور که سال گذشته در جریان توزیع مواد مخدر دستگیر شده بود به ده سال زندان در دادگاه سنندج محکوم شده ولی به قید ضمانت آزاد و متواری می‌گردد. با مراجعهٔ پلیس به شخص ضامن، سایر دوستان تیمور از جمله فردی به‌نام بهرام شناسایی می‌شوند. بمب‌گذاری توسط تیمور در خودروی دیگر و انفجار یکی از آن‌ها که باعث کشته شدن دو تن از مأموران خنثی‌سازی می‌شود پلیس را در یافتن عوامل بمب‌گذاری از جمله تیمور، مصر می‌سازد. محل اصلی عاملان انفجار شناسایی می‌شود و ساکنان آن محل به‌جز تیمور دستگیر می‌گردند. تیمور که برای اجرای نقشهٔ خود جهت بمب‌گذاری در نقطهٔ دیگر شهر از خانه خارج شده بود، تحت تعقیب قرار می‌گیرد. سرانجام پروندهٔ بمب‌گذاری با کشته شدن یکی دیگر از اعضای پلیس، کشته شدن تیمور و خنثی شدن بمب چهارم بسته می‌شود.

## بازیگران
- جعفر دهقان
- غلامرضا علی‌اکبری
- سید جواد هاشمی
- حسن عباسی
- حافظ محمدی
- حسین حسین‌خانی
- رضا توکلی
- محمد فقیهی
- روح‌الله برادری
- داوود زم
- مسعود خلج
- مطهره فرهنگ
- رحیم بابایی
- حبیب‌الله رجبعلی
- مهدی مجتهدی
- احمد مولایی
- احمد راد
- اکبر صداقت فر
- حمید مقدم
- سید جلال طباطبایی
- مجید آئین
- حسین کیانی
- مرتضی رحمانی
- کیومرث ابراهیمی
- سوسن امیرحسینی
- مهوش رحیمی
- حسین فلاح
- مهرداد ژورک
- علی توکلی
- محمدباقر سیدی
- علی قاسمی
- ابراهیم شجاعی
- امین‌الله جعفربگلو
- داوود بابایی
- تورج امیری
- مجید امیری
- محمود حصاری‌ها
- حسین خالقی
- محمدرضا باقری
- تقی جوادی
- یعقوب منجمی
- حسین ظاهری
- سید حسن جلال‌زاده
- ناصر فروغ